# André Gaulin
Pour les articles homonymes, voir Gaulin.
André Gaulin, né le 5 juillet 1936 à Québec, est un historien, essayiste et homme politique québécois. Il est député de la circonscription de Taschereau de 1994 à 1998, sous la bannière du Parti québécois. 

## Biographie
Il enseigna à l'École normale Laval alors qu'il était Frère des Écoles Chrétiennes de 1956 à 1966. Il étudia aussi la catéchèse, la pédagogie et la littérature à l'Université Laval.
Il est titulaire d'un doctorat en lettres de l'Université de Sherbrooke. Spécialiste de la chanson québécoise et de l'histoire de la poésie québécoise, il a notamment beaucoup écrit sur Gaston Miron et Félix Leclerc dont il citait volontiers les vers lors de ses discours. Il a enseigné l'histoire de la chanson québécoise à plusieurs générations d'étudiants de l'Université Laval.
André Gaulin est le coprésident-fondateur du Mouvement Québec français en 1970.
Il commence à s'impliquer dans le Parti québécois en 1975 à titre de président de l'association du comté de Taschereau, poste qu'il occupe jusqu'en 1977. Il est élu à l'Assemblée nationale dans cette circonscription en 1994, mais ne se représente pas lors de l'élection suivante en 1998.
Durant sa carrière, André Gaulin a occupé plusieurs postes dans des associations de défense de la langue française et compte une présence assidue aux travaux du Dictionnaire des œuvres littéraires du Québec et de la revue Québec Français.
De 2002 à 2010, il est rédacteur en chef du Bulletin de l'Amicale des anciens parlementaires du Québec. 
Le fonds d'archives d'André Gaulin est conservé par la Bibliothèque de l'Assemblée nationale (P24). 
Il est le frère de Jean-Guy Gaulin qui fit brièvement carrière comme chansonnier.

## Publications
- 1980 - Entre la neige et le feu. Pierre Baillargeon, écrivain montréalais
- 1982 - Frère Marie-Victorin. Croquis laurentiens

## Distinctions
- 1985 - Chevalier des Palmes académiques par la France
- 1996 - Officier des Palmes académiques
- 1999 - Membre de l'Ordre des francophones d'Amérique
- 2000 - Médaille de bronze de la Société nationale des Québécois de la capitale
- 2001 - Nommé professeur émérite de l'Université Laval
- 2003 - Prix Georges-Émile-Lapalme
- 2006 - Commandeur des Palmes académiques
- 2006 - Prix Étienne-Chartier décerné par la Société nationale des Québécois de Chaudière-Appalaches
- 2010 - Prix Jean-Noël-Lavoie décerné par le Cercle des ex-parlementaires de l'Assemblée nationale du Québec